# Laysla De Oliveira
Laysla De Oliveira, née le 11 janvier 1992 à Toronto, est une actrice canadienne,. 
Elle est connue pour ses rôles de Dodge dans la série Netflix Locke and Key et Veronica dans le film dramatique Guest of Honour.

## Biographie
Laysla De Oliveira est née le 11 janvier 1992, à Toronto, en Ontario, dans une famille d'origine brésilienne. 
Elle commence une carrière de mannequin à l'âge de 14 ans. Elle étudie le théâtre et la danse à la Rosedale Heights School of the Arts puis à l'université,. 

### Carrière
Elle commence sa carrière à la télévision en 2012 lors d'un épisode de Covert Affairs. L'année suivante, elle tourne dans un épisode de la série Nikita et le téléfilm Gothica d'Anand Tucker avec Melissa George, Tom Ellis et Seth Gabel. 
En 2016, elle décroche son premier rôle au cinéma dans Lea to the Rescue de Nadia Tass. 
En 2017, elle obtient le rôle d'Emma dans le film dramatique romantique Acquainted de Natty Zavitz. Le film est sélectionné au Festival du film de Whistler en 2018. En août de cette même année, elle est choisie pour le rôle de Becky DeMuth dans le film d'horreur Dans les hautes herbes, réalisé par Vincenzo Natali et basé sur la nouvelle de Stephen King et Joe Hill. Le film sort sur Netflix le 4 octobre 2019. 
Elle tourne en 2018 dans un épisode de iZombie et dans la seconde et dernière saison de The Gifted. 
En 2019, elle joue aux côtés de David Thewlis et Luke Wilson dans Guest of Honour d'Atom Egoyan. Le film est sélectionné à la Mostra de Venise en septembre 2019.
Elle rejoint ensuite le casting de la série Locke and Key, une autre adaptation d'un roman de Joe Hill, basée sur les comics du même nom. Pendant le tournage, elle retrouve Vincenzo Natali, qui a réalisé les deux derniers épisodes de la première saison. La première saison sort sur Netflix le 7 février 2020. Elle dit avoir été inspirée par la performance d'Angelina Jolie en tant que personnage principal dans Maléfique pour son interprétation de Dodge.

## Filmographie

### Cinéma

#### Longs métrages
- 2016 : Lea to the Rescue de Nadia Tass : Paula Ferreira
- 2018 : Acquainted de Natty Zavitz : Emma
- 2018 : One by One de Jeffrey Obrow : Lita
- 2019 : Guest of Honour d'Atom Egoyan : Véronica
- 2019 : Dans les hautes herbes (In the Tall Grass) de Vincenzo Natali : Becky DeMuth
- 2019 : Code 8 de Jeff Chan : Maddy
- 2020 : Business Ethics de Nick Wernham : Rosa

#### Courts métrages
- 2016 : Onto Us de Natty Zavitz : Maria
- 2017 : Brothers Blood de Chris Stanford : Tina

### Télévision

#### Séries télévisées
- 2012 : Covert Affairs : Johanna Peeters , saison 3 épisode 14
- 2013 : Nikita : Bettina , saison 3 épisode 10
- 2018 : iZombie : Zoe Ward , saison 4 épisode 7
- 2018 - 2019 : The Gifted : Glow , saison 2 épisodes 5, 11 et 13
- 2020 - 2022 Locke and Key : Echo / Dodge
- 2021 : Nine Films About Technology : Liliana Mirandeira
- 2023 : Opérations Spéciales : Lioness (Special Ops: Lioness) : Cruz

#### Téléfilms
- 2013 : Gothica d'Anand Tucker : Tessa
- 2017 : Jalen Vs. Everybody de Chris Koch : Angela
- 2018 : Gone Baby Gone de Phillip Noyce : Grace Cole